# Safe, sane, consensual
Safe, sane, consensual je heslo, ve kterém BDSM komunita shrnuje svá základní pravidla bezpečného chování. Výraz se můžeme přeložit jako Bezpečně, rozumně a se souhlasem, obvykle se ale do češtiny nepřekládá a je velmi často používán pouze ve formě zkratky SSC.
Slůvko safe vyjadřuje, že by při BDSM aktivitách nemělo docházet k tělesné újmě zúčastněných. Protože BDSM praktiky představují daleko větší rizika než běžný sex, měla by se dodržovat jak základní bezpečnostní opatření směřující k zamezení šíření různých chorob, tak i různá pro BDSM specifická opatření, zejména v rámci rizikovějších aktivit jako je například electroplay, scat, spanking či bondage. Rozhodně by se mělo zabránit aktivitám, kde hrozí trvalejší fyzická újma. Pokud je míra rizika taková, že není možné zajistit úplnou bezpečnost submisivního jedince, mluví se již o aktivitě RACK neboli "Risk-Aware Consensual Kink", volně můžeme přeložit jako "se souhlasem informovaným o možných rizikách".
Slůvko sane vyjadřuje, že by jednání mělo být v rozumné míře a také při plném rozumu. Celé jednání by měl dominantní jedinec provádět při rozumu neovlivněném alkoholem či jinými látkami, ideálně zcela střízlivý. Činnost by navíc měla být prováděna v takové míře, která nepředstavuje nepřiměřená rizika a zátěž nejen po fyzické, ale i psychické stránce. Rozhodně by neměly nastat situace, které by submisivní či masochistický jedinec nezvládl a mohl by utrpět i trvalejší psychickou újmu.
Consensual znamená, že BDSM jednání by mělo být konsensuální, tj. nikdo by neměl být nucen k tomu, co sám nechce. Vzhledem k charakteru BDSM aktivit toto pravidlo, stejně jako pravidla ostatní, stojí proti přirozenosti sadistických či dominantních jedinců. Svůj souhlas by měl mít každý možnost kdykoliv odvolat. Oproti tomu se občas objevuje termín konsensuální nekonsensualita, který popisuje situaci, kdy se oba partneři (či více) dopředu domluví na tom, že ten druhý bude respektovat veškeré jednání, které bude vůči němu činěno v určitém, obvykle předem dohodnutém rozsahu. Ten bývá vymezen negativně, např. formulací „Toto, toto a toto ne“, případně může vyplývat z předchozí zkušenosti s dominantem, kdy submisiv dá tzv. volnou ruku s vědomím, že dominant neprovádí žádné aktivity, které submisiv nechce.